# Грабов над Пилицом (община)
Община Грабов над Пилоцом (на полски: Gmina Grabów nad Pilicą) е селска община (гмина) в Централно-източна Полша, Мазовско войводство, Коженишки повят. Административен център на общината е Грабов над Пилицом. Населението на общината през 2011 година е 3956 души.

## Териториални показатели
Общината е с площ 125 km², включително: земеделска земя – 54%, горска земя – 41%. Територията на общината е 13%, а населението е 5% от Коженишкия повят.

## Населени места
Общината има 26 населени места:
- Грабов над Пилицом (на полски: Grabów nad Pilicą)
- Аугустов (на полски: Augustów)
- Брончин (на полски: Broncin)
- Бжозовка (на полски: Brzozówka)
- Буди Аугустовске (на полски: Budy Augustowskie)
- Виборов (на полски: Wyborów)
- Грабина (на полски: Grabina)
- Грабовска Воля (на полски: Grabowska Wola)
- Грабов Нови (на полски: Grabów Nowy)
- Домбровки (на полски: Dąbrówki)
- Джечинов (на полски: Dziecinów)
- Едвардов (на полски: Edwardów)
- Закшев (на полски: Zakrzew)
- Звежинец (на полски: Zwierzyniec)
- Кожьолек (на полски: Koziołek)
- Липинки (на полски: Lipinki)
- Ленкавица (на полски: Łękawica)
- Маленчин (на полски: Małęczyn)
- Нова Воля (на полски: Nowa Wola)
- Папротня (на полски: Paprotnia)
- Стшижина (на полски: Strzyżyna)
- Томчин (на полски: Tomczyn)
- Утники (на полски: Utniki)
- Целинов (на полски: Celinów)
- Цихровска Воля (на полски: Cychrowska Wola)
- Червонка (на полски: Czerwonka)